# Loren Graham
Loren R. Graham (29 juin 1933 - 15 décembre 2024) est un historien américain des sciences, en particulier des sciences en Russie.

## Jeunesse et carrière
Graham est né le 29 juin 1933. Il obtient son baccalauréat en génie chimique à l'Université Purdue et sa maîtrise et son doctorat en histoire à l'Université Columbia.
Graham enseigne à l'Université de l'Indiana, à l'Université Columbia, au Massachusetts Institute of Technology et à l'Université Harvard, où il est chercheur associé en 2024. Il participe à l'un des premiers programmes d'échange universitaire entre les États-Unis et l'Union soviétique, étudiant à l'Université de Moscou en 1960 et 1961.
Il écrit un livre à succès sur l'histoire des Amérindiens (A Face in the Rock) et un mémoire (Moscow Stories) qui décrit sa jeunesse aux États-Unis et son séjour en Russie. Il est également un fervent défenseur des droits de l’homme et des études. Il est membre du conseil d’administration de la Fondation Soros.
Pendant de nombreuses années, il est membre du Conseil d'administration du Programme de recherche fondamentale et d'enseignement supérieur, qui soutient la combinaison de la recherche et de l'enseignement dans les universités russes et est soutenu financièrement par la Fondation MacArthur, la Carnegie Corporation, le ministère russe des Sciences et de l'Éducation et des groupes locaux en Russie. Il est membre du conseil consultatif de la Fondation civile américaine pour la recherche et le développement, qui soutient la collaboration scientifique internationale.
Pendant de nombreuses années, il est membre du conseil d'administration de l'Université européenne de Saint-Pétersbourg et à sa mort, il siège toujours au conseil d'administration d'un organisme chargé de collecter des fonds pour cette université. Il fait don de plusieurs milliers de livres de sa bibliothèque à l'Université européenne qui crée une collection spéciale à son nom.
Dans une grande partie de son travail sur l’histoire des sciences, Graham démontre l’influence du contexte social sur la science, et même sur sa structure théorique. Par exemple, dans son ouvrage Science and Philosophy in the Soviet Union (finaliste pour un Prix national du livre), il décrit l’influence du marxisme sur la science en Russie — dans certains cas, comme l’affaire Lyssenko, délétère, mais, dans d’autres cas, notamment en physique, en psychologie et dans les études sur l’origine de la vie, positive.
En plus d'écrire sur l'histoire des théories scientifiques, Graham écrit beaucoup sur l'organisation de la science en Russie et en Union soviétique, notamment un livre sur les débuts de l'histoire de l'Académie soviétique des sciences (The Soviet Academy of Sciences and the Communist Party) et un livre plus récent sur la situation de la science en Russie après l'effondrement de l'Union soviétique (Science in the New Russia ; co-écrit avec Irina Dezhina).

## Vie privée
L'épouse de Graham, Patricia Graham, est une éminente historienne de l'éducation et ancienne doyenne de l'Université Harvard.
Loren Graham est décédé le 15 décembre 2024, à l'âge de 91 ans.
En 1996, il reçoit la Médaille George-Sarton de la History of Science Society et en 2000, il reçoit le prix Follo de la Michigan Historical Society pour ses contributions à l'Histoire du Michigan.
Graham est membre de plusieurs sociétés honorifiques, américaines et étrangères, notamment la Société américaine de philosophie, l'Académie américaine des arts et des sciences et l'Académie russe des sciences naturelles. En 2012, il reçoit une médaille de l'Académie des sciences de Russie lors d'une cérémonie à Moscou pour ses « contributions à l'histoire des sciences ».

## Travaux
- Moscow in May 1963: Education and Cybernetics (with Oliver Caldwell), Washington, 1964
- The Soviet Academy of Sciences and the Communist Party, 1927—1932, Princeton University Press, 1967
- Science and Philosophy in the Soviet Union, Alfred Knopf, 1972
- Between Science and Values, Columbia University Press, 1981
- Science in Russia and the Soviet Union: A Short History, Cambridge University Press, 1993[3]; Loren R. Graham, 1994 pbk edition, Cambridge University Press, 26 avril 1993 (ISBN 9780521287890, lire en ligne)
- Functions and Uses of Disciplinary Histories (edited with Wolf Lepenies and Peter Weingart), Reidel, 1983
- Red Star: The First Bolshevik Utopia, by Alexander Bogdanov (edited with Richard Stites), Indiana University Press, 1984
- Science, Philosophy, and Human Behavior in the Soviet Union, Columbia University Press, 1987
- Science and the Soviet Social Order (edited), Harvard University Press, 1990
- The Ghost of the Executed Engineer, Harvard University Press, 1993
- A Face in the Rock: the Tale of a Grand Island Chippewa, University of California, 1995 (LCCN 94046253)  (ISBN 1559633662); Loren R. Graham, 1998 pbk edition, University of California Press, 10 août 1998 (ISBN 978-0-520-21567-2, lire en ligne)1998 pbk edition. University of California Press.
- What Have We Learned about Science and Technology from the Russian Experience?, Stanford University Press, 1998
- Moscow Stories, Indiana University Press, 2006 (LCCN 2005022442)  (ISBN 0253347165)
- Grand Island and its Families (with Katherine Geffine Carlson) GIA, 2007
- Science in the New Russia:  Crisis, Aid, Reform (with Irina Dezhina), Indiana University Press, 2008
- Naming Infinity:  A True Story of Religious Mysticism and Mathematical Creativity, with Jean-Michel Kantor Harvard University Press, 2009  (ISBN 9780674032934) brief description
- Lonely Ideas:  Can Russia Compete? MIT Press, 2013  (ISBN 978-0-262-01979-8)
- Death at the Lighthouse:  A Grand Island Riddle, Arbutus Press, 2013  (ISBN 193392652X)
- Lysenko's Ghost: Epigenetics and Russia, Harvard University Press, 2016  (ISBN 9780674089051)

## Sources
- Loren Graham et Jean-Michel Kantor, « A Comparison of Two Cultural Approaches to Mathematics », ISIS 97 (2006), pp 56–74. Voir « Notes sur les contributeurs » publiées dans le même numéro.
- Français Loren Graham et Jean-Michel Kantor, « Russian Religious Mystics and French Rationalists:  Mathematics, 1900—1930 », Bulletin de l'Académie nationale des sciences de Géorgie, Nouvelle série 1 (175), n° 4 (2007), pp. 44–52.
- Biographie du Massachusetts Institute of Technology (avec photo)
- Mark Kramer, « A Tribute to Loren Graham (1933-2024) » // Davis Center for Russian and Eurasian Studies, 18 décembre 2024.